# A szélkötő Kalamona
A szélkötő Kalamona 1973-ban bemutatott magyar papírkivágásos film, amelyet Cseh András írt és rendezett. Az animációs játékfilm zenéjét Mario Migliardi szerezte. A mozifilm a Pannónia Filmstúdió gyártásában készült, a MOKÉP forgalmazásában jelent meg.

## Alkotók
- Elmondta: Csíkos Gábor
- Berki Viola grafikáinak felhasználásával tervezte: Szállas Gabriella
- Írta és rendezte: Cseh András
- Dramaturg: Osvát András
- Zeneszerző: Mario Migliardi
- Operatőr: Losonczy Árpád
- Hangmérnök: Bársony Péter
- Vágó: Czipauer János
- Munkatársak: Gyöpös Kati, Kiss Lajos, Zsebényi Béla
- Asszisztens: Spitzer Kati
- Színes technika: Boros Magda, Dobrányi Géza
- Gyártásvezető: Csillag Márta

Készítette a Pannónia Filmstúdió.